# Courage Nako !
Courage Nako ! (ナナコロビン, Nanakorobin) est un manga de type shōjo d'Aya Nakahara, publié en trois volumes par Shūeisha entre août 2008 et février 2009. La version française est éditée par Akata/Delcourt entre juin 2010 et septembre 2010.

## Synopsis
Nako est une jeune fille plein d'entrain avec comme devise « Avec du courage on est capable de tout ». Mais le garçon qu'elle aime tombe amoureux de sa sœur et c'est elle qui va venir le sauver d'un mariage arrangé pour que lui et sa sœur s'enfuient ensemble. Lors de la fugue, elle rencontre le petit frère de celui-ci, qui va se révéler par la suite être un camarade de classe. Mais la fuite des deux tourtereaux entraîne la faillite de l'entreprise de sa famille et pour expier la faute de leur fille, les parents de Nako vont devoir héberger Konatsu, le petit frère... Malheureusement, celui-ci et Nako s'entendent comme chien et chat. Mais comment lui faire comprendre que ce qu'elle a fait était au nom de l'amour, alors que celui-ci ne cesse de lui répéter que l'amour est une chose dégoûtante.

## Personnages
Hayami Konatsu
Très réservé, il se donne une image de mauvais garçon alors qu'il est au fond très romantique.
Yoshino Nako
Au début de l'histoire amoureuse du frère de Konatsu, elle va petit à petit tomber amoureuse de Konatsu et va lui révéler à la fin du tome 3.
Peg
Meilleure amie de Nako et adore manger.
Shun
Ami de Nako et Peg mais surtout de Konatsu.

## Manga

### Liste des volumes
| no | Japonais        | Japonais          | Français          | Français          |
| no | Date de sortie  | ISBN              | Date de sortie    | ISBN              |
| -- | --------------- | ----------------- | ----------------- | ----------------- |
| 1  | 25 août 2008    | 978-4-08-846324-7 | 30 juin 2010      | 978-2-7560-2170-6 |
| 2  | 23 janvier 2009 | 978-4-08-846377-3 | 18 août 2010      | 978-2-7560-2171-3 |
| 3  | 25 février 2009 | 978-4-08-846386-5 | 15 septembre 2010 | 978-2-7560-2172-0 |